# Setge de Gandesa (1836)
|  | Per a altres significats, vegeu «Setge de Gandesa». |

Els setges de Gandesa de 1836 foren uns episodis de la primera guerra carlina.

## Antecedents
En el front d'Aragó i el Maestrat, l'execució del líder carlí Manuel Carnicer va ocasionar l'assumpció del comandament d'aquest front per Ramon Cabrera. A la primavera de 1836, aquest ja comandava 6.000 homes i 250 cavalls que operaven a l'entorn de Cantavella, que va fortificar.
La importància estratègica de Gandesa radica en el fet que obria les comunicacions que enllacaven Aragó, València i Catalunya, i s'hi van concentrar els isabelins de Batea, Vilalba dels Arcs i Horta de Sant Joan, comandats per Cayetano Arrea i, per aquest fet Cabrera necessitava ocupar-la.

## El primer setge
En 6 de març de 1836 Josep Torner, de Miravet, amb 1500 homes disposats en dos batallons d'infanteria, un esquadró de cavalleria i un canó de fusta es van acostar a la vila, que van atacar l'endemà, sent rebutjats per la guarnició liberal, de 800 homes, que capturaren el canó, que havia esclatat en el segon tret. Quan s'acostaren des de Xerta dos batallons del regiment de Savoia i dues companyies de voluntaris, encapçalats pel Governador Militar de Tarragona Martín José Iriarte els carlins van aixecar el setge, retirant-se als Ports, i el maig Iriarte va destruir la infraestructura carlina als Ports.

## El segon setge
El 18 de juny de 1836 Ramon Cabrera derrotà als liberals de Martín José Iriarte a la batalla d'Ulldecona, i el 21 de juny les forces de Domènec Forcadell i Michavila i Lluís Llangostera i Casadevall comandades per Cabrera, formades per sis batallons d'infanteria i sis esquadrons de cavalleria, que prengueren el raval de vila, i fracassat el primer intent de desallotjar-los, els isabelins l'hi calaren foc. El 28 de juny el general Rodin, amb una divisió de 4.000 infants, 400 cavalls i dues peces d'artilleria, aixecà el setge i proveí Gandesa de material de guerra i queviures.

## El tercer setge
El 6 de juliol de 1836, Ramon Cabrera, 3.000 infants de les brigades de Domènec Forcadell i Michavila i Lluís Llangostera i Casadevall, formades cadascuna per dos batallons d'infanteria i 300 genets en dos esquadrons de cavalleria amb dues peces d'artilleria de a quatre foses a Cantavella, va tornar a assetjar Gandesa. L'artilleria, amb molt poc abast, fou instal·lada al Calvari, molt a prop de la població, sent mogudes les peces de nit per disparar contra les portes de l'Horta i de Cervera, però els tiradors defensors pogueren neutralitzar als artillers de la primera mentre els segons aconseguiren obrir una bretxa, però per la bretxa sortiren els assetjats que van fer fugir els 300 carlins que es preparaven per entrar a la ciutat, havent-los causat 65 morts i 150 ferits.
El brigadier Agustín Nogueras, governador militar de Castelló, que era al Baix Aragó, en conèixer el setge, es dirigí a la ciutat, aixecant-lo, i Cabrera es retirà a Cantavella, on va rebre nous reforços de Llíria, amb els quals va formar la divisió del Túria, comandada per Llangostera.

## El quart setge
Ramon Cabrera insistí a prendre la ciutat i atacà de nou el juliol amb les brigades de Josep Torner, Domènec Forcadell i Michavila i Lluís Llangostera i Casadevall, contant nou batallons d'infanteria i dos esquadrons de cavalleria amb les dues peces d'artilleria capturades a la batalla d'Ulldecona, prenent posicions fins que Agustin Nogueras, en conèixer el setge, es dirigí a la ciutat, aixecant-lo deu dies després del seu inici.

## Conseqüències
Després del darrer setge de 1836 Emilio Borso di Carminati va reforçar la vila amb dos canons i un obús de dotze polzades. El maig de 1837, Cabrera atacava de nou la ciutat i el 17 de juny de 1837, un reial decret declarava a Gandesa "molt lleial i heroica ciutat" per la seva defensa aferrissada de la causa liberal.